# Wuxing (cosmologie)
Pour les articles homonymes, voir district de Wuxing.
Les wuxing (chinois simplifié : 五行 ; pinyin : wǔxíng) ou Cinq Phases — feu, eau, bois, métal et terre — constituent un concept important de la cosmologie chinoise traditionnelle.
Ces notions apparues à la période des Royaumes combattants (Ve-IIIe siècle av. J.-C.), ont servi à construire un vaste système de classification et de correspondances qui, une fois unifié avec le système Yinyang et la notion de Qi, a eu un impact considérable sur toute l'histoire de la pensée chinoise,,,,.
Le terme xíng (行, marche), souvent traduit par « élément », évoque plutôt un mode d’action qu’une matière ; il est d’ailleurs remplacé par le terme dé (德, vertu ou effet) chez Zou Yan. Néanmoins dans le Zuo Zhuan, le terme cai (材, matériau) apparaît. Les éléments semblent donc pouvoir recevoir des interprétations différentes.
Les cinq éléments sont mentionnés dans la langue dans l'ordre:
1. 火, huǒ, « feu »
2. 水, shuǐ, « eau »
3. 木, mù, « bois »
4. 金, jīn, « métal »
5. 土, tǔ, « terre »

## Histoire
Le Classique des documents (书经 / 書經, shūjīng), daté aux environs de la fin du IVe siècle av. J.-C., donne la première mention développée des wuxing.
| 一、五行 一曰水, 二曰火，三曰木，四曰金，五曰土 水曰潤下，火曰炎上，木曰曲直，金曰從革，土爰稼穡。 潤下作鹹，炎上作苦，曲直作酸，從革作辛，稼穡作甘。 | « Les cinq agents sont : eau, feu, bois, métal, terre. Il est dans la nature de l'eau d'humidifier et de couler vers le bas; dans celle du feu de brûler et de s'élever dans les airs; dans celle du bois d'être courbé et redressé; dans celle du métal d'être ductile et d'accepter la forme qu'on lui donne; dans celle de la terre de se prêter à la culture et à la moisson. L'eau qui humidifie et coule vers le bas devient salée ; le feu qui brûle et s'élève devient amer ; le bois courbé et redressé, devient acide ; le métal qui change de forme dans sa ductilité, devient âcre ; la terre, en étant cultivée, prend une saveur douce » (chap. Hongfan, trad. Anne Cheng) |

Comme ce texte l'indique, les wuxing sont dans un premier temps conçus comme des substances naturelles dont on retient une propriété dynamique qui peut servir à catégoriser métaphoriquement les objets et les phénomènes du monde naturel. L'écoulement est dans la nature de l'eau. Le feu est lié au processus de combustion, le bois à celui de construction, le métal à la métallurgie, la terre à l'agriculture. La notion de wuxing a parfois été traduite par Cinq Éléments, à l'image des quatre éléments constitutifs de l'univers (feu, eau, terre, air) qu'Empédocle avait distingué au Ve siècle av. J.-C., dans la Grèce Antique. Elle est conçue en réalité en Chine comme cinq processus servant à catégoriser les procès naturels. Le terme de 行, xíng qui est employé en chinois pour dénommer ces entités, signifie « marcher, aller, agir » et confirme donc leur nature dynamique.
La dernière phrase citée du Shujing associe les wuxing avec cinq goûts : l'eau avec le salé, le feu avec l'amer, le bois avec l'acide, le métal avec l'âcre et la terre avec le doux. On voit mal comment ces associations pourraient être motivées. Pour le professeur Chen Chengyi « ce sont apparemment des interprétations subjectives » mais ajoute-il, « c'est toutefois à ces associations qu'on peut faire remonter la pseudo-science connue sous le nom de 五行学 / 五行學, wǔxíng xué, « Étude des wuxing » qui connut un grand épanouissement sous la dynastie des Han ». Sur ce modèle, une multitude de phénomènes sera organisée en classes de cinq entités, établissant des chaînes de correspondances entre le macrocosme et le microcosme, entre la nature et l'homme. Nous avons ici la racine de la vision holistique de la science chinoise.
Dans le Guoyu, les wuxing sont mentionnés comme les constituants dont l’union forme  les dix-mille choses et êtres de la création. Dans le Zuo Zhuan, ce sont les cinq activités. Le Xunzi en fait les cinq principes du confucéen. Dans les Annales de Lü, les Cinq phases servent déjà de catégories générales.
Le Guanzi, un ouvrage de l'Académie Jixia (稷下学派, jìxià xuépài), propose de nouvelles séries d'associations par groupe de cinq. La section 41, intitulée 五行, wǔxíng, indique :
Dans les temps anciens, Huangdi l'Empereur Jaune, afin d'accorder les cinq cloches, établit les cinq notes de musique en soufflant fort ou doucement. Il nomma ainsi les cinq cloches : la première fut appelée 'cloche verte' au 'grand son', la seconde 'cloche rouge' au 'son solennel', la troisième 'cloche jaune', 'dispersant la lumière', la quatrième 'cloche blanche' 'aveuglante dans sa brillance', la cinquième 'cloche noire' 'rassurante dans sa constance'.
Les cinq notes étant accordées, il établit ensuite les cinq phases (作立五行, zuò lì wǔ xíng) afin de réguler les saisons du ciel et les cinq bureaux afin de réguler les positions de l'homme. L’homme et le ciel étant en harmonie (人与天调, rén yǔ tiān diào) le meilleur du ciel et de la terre fut produit.

Les Cinq Phases, les saisons et les directions (en Chine, le nord est disposé en bas de la page)

Dans le chaos de la multiplicité des choses, la construction de classes permet de mettre un peu d'ordre. Avoir toujours cinq classes permet de fonder de grandes lignes de correspondances entre les phénomènes naturels et humains. C'est ainsi que dans son désir d'harmoniser les activités agricoles et les saisons, le Guanzi  se voit obligé de créer une cinquième saison au milieu de l'été associée à la terre.
Alors que les notions dynamiques occupent une place de premier plan chez les penseurs chinois (mouvements du couple Yin-Yang, principe efficient du Qi animant toute chose, mutation, génération et étiolement, etc.), le système de classification et de correspondance des wuxing dans ses premières versions, ne donnait qu'une vision purement statique et figée du monde. Le mérite principal dont est crédité Zou Yan (-305~-240）邹衍 une figure éminente de l'Académie Jixia, est d'avoir dynamisé le système en introduisant la notion de conquête (胜, shèng) d'une phase sur l'autre permet la transformation des phases entre elles.
Le système des correspondances établit les corrélations qui lient l'ordre cosmique des choses et l'ordre social des hommes. La fonction souveraine peut ainsi s'identifier au principe même de l'univers. L'immense grille d'interconnexions entre les êtres et les choses n'est pas le fait d'une libre volonté divine mais fonctionne comme un mécanisme naturel. Toutefois, ces liaisons ne sont pas de nature causale mais obéissent à des règles de similarité.
« Les espèces identiques s'attirent, les Souffles identiques se combinent, les sons comparables se répondent...si on met le feu à des fagots bien alignés, le feu prendra là où le bois est le plus sec. En montagne, les nuages ressemblent à des plantes et des arbustes; près de l'eau, ils ressemblent à des écailles de poissons » (Lüshi Chunqiu, 呂氏春秋，trad. Marc Kalinowski)
La succession des dynasties répond à la succession des Cinq Phases  similaires, partageant la même vertu, la même activité, la même couleur, etc.
Chaque fois qu'un empereur ou un roi est sur le point d'accéder au trône, le Ciel ne manque jamais de faire apparaître d'abord un signe de bon augure au peuple ici-bas.
Lors de l'accession de l'Empereur Jaune, le Ciel fit apparaître des fourmis et vers de terre géants. L'Empereur Jaune dit : « C'est l'énergie (qi) de la Terre qui l'emporte » (土气胜 / 土氣勝, tǔ qì shèng). En conséquence, il privilégia la couleur jaune et concentra ses activités sur la terre. (Lüshi chunqiu, Printemps et Automne de sieur Lü, trad. Anne Cheng)
Le texte se poursuit sur le même modèle, en énumérant les dynasties successives ; dynastie Xia associée au bois, dynastie Shang associée au métal et dynastie Zhou associée au feu. Finalement ne reste plus que l'eau qui sera forcément associée à la future dynastie.
| Élément | Élément | Dynastie | Dynastie |  |
| 土      | Terre   | 黄帝     | Huangdi  |  |
| 木      | Bois    | 夏       | Xia      |  |
| 金      | Métal   | 商       | Shang    |  |
| 火      | Feu     | 周       | Zhou     |  |
| 水      | Eau     | 秦       | Qin      |  |

Lorsque la vertu d'une dynastie s'épuise, elle est supplantée par une autre, tout comme « la terre est labourée par le bois de la charrue, le bois coupé par le métal de la hache, le métal fondu par le feu, le feu éteint par l'eau et l'eau endiguée par la terre » (A. Cheng). L'ordre de succession temporelle permet de définir un ordre de conquête inverse des Phases (相剋, xiangkè): 
Un siècle plus tard, le mécanisme de conquête 胜 / 勝, shèng des wuxing va permettre à Sima Qian, l'historien du Ier siècle av. J.-C. "d'expliquer" et donc de justifier le mode de gouvernement dictatorial et répressif de Qin (qui a succédé aux Zhou).
| 始皇推終始五德之傳，以為周得火德，秦代周德，從所不勝。方今水德之始，改年始，朝賀皆自十月朔。衣服旄旌節旗皆上黑。數以六為紀，符、法冠皆六寸，而輿六尺，六尺為步，乘六馬。更名河曰德水，以為水德之始。剛毅戾深，事皆決於法，刻削毋仁恩和義，然後合五德之數。於是急法，久者不赦 | Le Premier Empereur avança la théorie du cycle des Cinq Puissances (五德, wǔ dé), selon laquelle Zhou avait détenu la puissance du feu (周得火德, zhōu dé huǒ dé). Du fait que Qin avait supplanté Zhou et que chaque puissance succède à celle qu'elle peut conquérir, voici que commençait à prendre effet la puissance de l'Eau. Il changea le calendrier..., choisit le noir comme couleur des vêtements, bannières et drapeaux, et désigna le six comme chiffre de base : Les sceaux et les bonnets officiels mesuraient tous six pouces...Avec force, dureté et extrême sévérité, toute chose était tranchée par les lois. C'est par le châtiment et la répression, par le refus de toute humanité et bienveillance, de tout esprit de conciliation et de justice, que devait être atteint la conformité avec la position numérique assignée dans la succession des Cinq Puissances. La conséquence en fut une application des lois stricte et sans rémission. Shiji, Mémoires Historiques, 6) |

L'inhumanité foncière du premier empereur Qin tient donc seulement à « la conformité avec la position numérique assignée dans la succession des Cinq Puissances ». Il tire son inhumanité de sa vertu (德, dé), pourrait-on dire !
Les Han occidentaux qui vinrent après lui possédaient la vertu de la terre, tout comme autrefois la dynastie de l’empereur Shun, qui fut remplacée par les Xia (bois), suivis eux-mêmes des Shang (métal) puis les Zhou (feu). Après les Han occidentaux (terre) vint la dynastie Xin de l’usurpateur Wang Mang qui possédait la vertu du bois. À sa chute eut lieu une lutte de succession : Guangwu, premier empereur des Han orientaux, fut désigné par une inscription prophétique rouge, comme il se doit pour un souverain de feu dominant le bois.
Sous les Han, le système achève de se former. La notion de l’engendrement mutuel (相生, xiangshēng), déjà évoquée dans le Guanzi, est systématisée à la fin du Ier siècle av. J.-C. par Liu Xiang et Long Yin Les Cinq Phases se combinent avec le Yin et le Yang. Dans ce cycle d'engendrement (生, shēng), chaque phase entretient un rapport privilégiée avec sa "mère" qui l'engendre. Le cycle est le suivant :
Un système d'interprétation systématique expliquant universellement tous les phénomènes apparait dans différents textes comme le commentaire Dazhuan du Shangshu, le Huangdi Neijing ou le Baihutong.
Une représentation du fonctionnement de l'univers accordant moins de place aux cinq phases et donnant un rôle privilégié à un Ciel doué d'intentions et de sens moral est proposée par des confucéens comme Dong Zhongshu.

## Cycles

Représentation des cinq phases et de leurs relations.

Selon le système intégré achevé sous les Han, tous les éléments de l’univers se répartissent entre ces cinq catégories qui composent entre eux un cycle de génération ou engendrement (生, shēng) et un cycle de domination ou destruction (勝, shèng ou 克, kè).
- Cycle de génération (ou engendrement) : bois → feu → terre → métal → eau → bois
- Cycle de domination (ou destruction) : bois → terre → eau → feu → métal → bois

Tous les changements observables, suivant la loi de cause et effet, de quelque domaine que ce soit, s’expliquent par ces relations.
L’ordre traditionnel d’énumération dans la langue, « métal-bois-eau-feu-terre », qui ne correspond à aucun des deux cycles ci-dessus, s'explique probablement par des considérations euphoniques ou par la correspondance avec les points cardinaux plus la terre-centre à la fin.
La relation d'engendrement (ou de destruction) entre les éléments A et B est motivée par la possibilité d'effectuer une action sur A permettant de favoriser (ou d'empêcher) l'émergence de B ou d'une propriété saillante de B.

### Cycle de génération
ou d'engendrement
Le BOIS peut être allumé et produit du FEU; 
Le FEU peut brûler les végétaux qui deviennent de la cendre, une sorte de TERRE; 
La TERRE contient des minéraux, source du MÉTAL; 
Le MÉTAL peut être fondu par une forte température et devient liquide →  l'EAU; 
L'EAU arrose et fait pousser les arbres  →   le BOIS. 

### Cycle de domination
ou de destruction (Suwen chap.24):
Le BOIS peut puiser la TERRE; 
La TERRE peut absorber l'EAU; 
L'EAU peut éteindre le FEU; 
Le FEU peut faire fondre le MÉTAL; 
Le MÉTAL peut trancher le BOIS. 
Si le dominant est faible et le dominé est fort, alors il y a "relation d'outrage" : l'élément qui doit tenir le rôle de dominant se fait dominer par l'élément qui doit tenir le rôle de dominé. En Médecine Chinoise Traditionnelle, cette relation d'outrage est l'indice de déséquilibres affectant la santé de l'individu. Par exemple, dans le cycle de domination, l'EAU est censée contrôler l'élément FEU (afin de réguler ce dernier) mais s'il y a relation d'outrage, alors c'est le FEU qui "se retourne" contre l'EAU, et domine celle-ci, ce qui va à l'encontre du bon fonctionnement du cycle. On aura alors un FEU (=Cœur) qui va assécher l'EAU (=Rein) et dérégler le cycle.

## Évolution
Dans le Shangshu, ouvrage chinois le plus ancien avec le Shijing puisqu’il date théoriquement des Zhou, la dénomination « cinq éléments » apparait dans le Livre des Xia (chinois simplifié : 夏書) et le Hongfan (chinois simplifié : 洪範). Dans ce dernier chapitre, on explique le succès de Yu dans la lutte contre les inondations par le fait qu’il prend en considération ces Cinq éléments, au contraire de son père Gun qui a lui échoué. Néanmoins, comme le Shangshu fut reconstitué intégralement sous les Han, puis de moitié sous les Jin, il pourrait s’agir d’interpolations.
Premièrement, la catégorie des cinq éléments agissants est ainsi composés : 1°l'eau, 2° le feu, 3° le bois, 4° le métal et 5° la terre. L'eau est humide et descend. Le feu brûle et monte. Le bois se courbe et se redresse. Les métaux se fondent et sont susceptibles de transformation. La terre est propre aux semences et à produire des moissons. Ce qui descend est humide et a le goût salin. Ce qui brûle et s'élève a le goût amer. Ce qui se courbe et se redresse a le goût acide. Ce qui se fond et se transforme a le goût piquant et âpre. Ce qui se sème et se recueille est doux. -Hongfan, Ki-tse discourant à Di-Yu de la première des Neuf Lois Fondamentales de la Bonne Gouvernance
Dans le Guoyu, ils sont mentionnés pour la première fois au complet comme les constituants dont l’union forme  les dix-mille choses et êtres de la création. Dans le Zuo zhuan, ce sont les cinq activités. Le Xunzi en fait les cinq principes du confucéen. Dans les Annales de Lü, les Cinq éléments servent déjà de catégories générales.
À la fin des Royaumes combattants, Zou Yan développe sous le nom de Fin et début des cinq vertus une théorie expliquant les successions dynastiques par la domination des éléments les uns sur les autres. Cette notion est déjà mentionnée dans le Zuozhuan, le Mozi et le Sunzi. Ainsi, dans le Shiji, on dit que Qin Shihuang prit la succession du dernier des Zhou (dynastie de feu) parce qu’il possédait la vertu de l’eau, élément associé au Nord et à la couleur noire, d’où la rigidité et la froide cruauté de son style de gouvernement. Les Han occidentaux qui vinrent après lui possédaient la vertu de la terre, tout comme autrefois la dynastie de l’empereur Shun, qui fut remplacée par les Xia (bois), suivis eux-mêmes des Shang (métal) puis les Zhou (feu). Après les Han occidentaux (terre) vint la dynastie Xin de l’usurpateur Wang Mang qui possédait la vertu du bois. À sa chute eut lieu une lutte de succession : Guangwu, premier empereur des Han orientaux, fut désigné par une inscription prophétique rouge, comme il se doit pour un souverain de feu dominant le bois.
Sous les Han, le système achève de se former. La notion de l’engendrement mutuel, déjà évoquée dans le Guanzi, est systématisée à la fin du Ier siècle av. J.-C. par Liu Xiang et Long Yin Les Cinq éléments se combinent avec le Yin et le Yang. Un système d'interprétation systématique expliquant universellement tous les phénomènes apparait dans différents textes comme le commentaire Dazhuan du Shangshu, le Huangdi Neijing ou le Baihutong.
Une représentation du fonctionnement de l'univers accordant moins de place aux cinq éléments et donnant un rôle privilégié à un Ciel doué d'intentions et de sens moral est proposée par des confucéens comme Dong Zhongshu.

## Le système de correspondances pentanaires
Le Huangdi Nei Jing le « Classique interne de l'empereur Jaune » développe l’idée que différentes parties du corps sont en correspondance avec divers éléments de l’univers. Le chapitre 11 du Huangdi neijing lingshu pose que :
« l’homme est en union avec la voie céleste ; à l’intérieur du corps, il y a cinq viscères en correspondance avec les cinq sons, les cinq couleurs, les cinq époques, les cinq saveurs, les cinq positions » (Lingshu chap. 11 ).
Les chapitres 4 et 5 (intitulés 金匮真言论 et 陰陽應象大論) du Huangdi neijing suwen déroulent l’organisation du corps et de l’univers selon les Cinq agents :
« Le quadrant oriental engendre le vent, le vent engendre le bois, le bois engendre l’acide, l’acide engendre le foie, le foie engendre le musculaire, le musculaire engendre le cœur… » (Suwen, chapitre 5 , ).
L’énumération se poursuit ainsi en plusieurs dizaines de rubriques qu’il est de coutume de nos jours de présenter sous forme d’un tableau (présentement, de six colonnes et de plus de 35 lignes).
Le chapitre 10 (intitulé 五藏生成) du Suwen poursuit l’exposition du système de correspondance systématique entre les Cinq viscères pleins wuzang 五脏 et les saveurs (wuwei 五味), les sites des saveurs (wuti 五体) et de multiples suites de cinq catégories. Plus généralement, la médecine chinoise préscientifique a été très friande de partitions du monde en triplets (comme Ciel, Homme, Terre, ou du Triple réchauffeur sānjiāo), quadruplets (les quatre saisons, les quatre points cardinaux), quintuplets (les Cinq phases) entre diverses catégories naturelles du monde (comme les organes du corps, les planètes, les couleurs) afin de les mettre en correspondance. Ces structures servent ensuite à « expliquer » le fonctionnement du monde réel.
Les nombreux classiques de médecine chinoise ont au cours des siècles accumulé la liste des « quintuplets » ou « pentanômes » (suite de cinq catégories), allongeant toujours plus le tableau des correspondances systématiques.
Suivant les époques et les auteurs, on peut voir cependant de petites variations de sinogrammes représentant les catégories.
| Classe 五行, Wǔxíng                             | Bois 木, Mù                                            | Feu 火, Huǒ                                     | Terre 土, Tǔ                                               | Métal 金, Jīn                               | Eau 水, Shuǐ                                             |
| Couleur 五色, Wǔ sè                             | 青, qing, « bleu à vert »                              | 朱, zhu, « rouge »                              | 黃, huang, « jaune »                                       | 白, bai, « blanc »                          | 玄, xuan, « noir »                                       |
| Animal symbolique 五兽, Wǔ shòu                 | 青龙 ou 青龍, qīnglóng, « dragon azur »                | 朱雀, zhūquè, « oiseau vermillon »              | 麒麟 ou 黄龙, qílín, huánglóng, « licorne jaune »          | 白虎, báihǔ, « tigre blanc »                | 玄武, xuánwǔ, « tortue noire »                           |
| Mois lunaire                                    | 1er, 2e, 3e                                            | 4e, 5e, 6e                                      | (sans)                                                     | 7e, 8e, 9e                                  | 10e, 11e, 12e                                            |
| Point cardinal 五方, Wǔ fāng                    | 东, dong, est                                          | 南, nan, sud                                    | 中, zhong, centre                                          | 西, xi, ouest                               | 北, bei, nord                                            |
| Saison 五季, Wu ji                              | 春, chun, printemps                                    | 夏, xia, été                                    | 长夏, changxia, inter-saisons                              | 秋, qiu, automne                            | 冬, dong, hiver                                          |
| Fête du calendrier chinois lunaire 五节, Wǔ jié | 新年, xīnnián Nouvel An chinois (1er jour du 1er mois) | 上巳, shàngsì Shangsi 上巳 (3e jour du 3e mois) | 端午, duānwǔ Fête des bateaux dragons (5e jour du 5e mois) | 七夕, qīxì Qi Qiao Jie (7e jour du 7e mois) | 重阳, chóngyáng Fête du double neuf (9e jour du 9e mois) |
| Tiges célestes 天干, Tian gan                   | 1 甲, jiǎ 2 乙, yǐ                                     | 3 丙, bǐng 4 丁, dīng                           | 5 戊, wù 6 己, jǐ                                          | 7 庚, gēng 8 辛, xīn                        | 9 壬, rén 10 癸, guǐ                                     |
| Branches terrestres 地支, Di zhi                | 3 寅, yín 4 卯, mǎo                                    | 6 巳, sì 7 午, wǔ                               | 11 戌, xū — 2 丑, chǒu 8 未, wèi — 5 辰, chén              | 9 申, shēn 10 酉, yǒu                       | 12 亥, hài 1 子, zǐ                                      |
| Planète 五星, Wu xing                           | Muxing, « Jupiter »                                    | Huoxing, « Mars »                               | Tuxing, « Saturne »                                        | Jinxing, « Vénus »                          | Shuixing, « Mercure »                                    |
| Cinq Notes 五音, Wu yin (syst. pentatonique)    | 角, júe, « mi »                                        | 徵, zhǐ, « sol »                                | 宫, gōng, « do »                                           | 商, shāng, « ré »                           | 羽, yù, « la »                                           |
| Médecine chinoise 中医, zhongyi                 |                                                        |                                                 |                                                            |                                             |                                                          |
| Cinq maux 五恶, Wǔ è                            | 風, fēng, « vent »                                     | 熱, rè, « chaleur »                             | 溼, shī, « humidité »                                      | 寒, hán, « froid »                          | 燥, zào, « sécheresse »                                  |
| Viscère “plein”, Cinq dépôts 五脏 / 藏, Wǔ zàng | 肝, gān, foie                                          | 心, xīn, cœur                                   | 脾, pí, rate                                               | 肺, fèi, poumon                             | 肾, shèn, rein                                           |
| Viscère “creux”, Cinq palais 五腑, Wǔ fǔ        | 胆, dǎn vésicule biliaire                              | 小肠, xiǎocháng , intestin grêle                | 胃, wèi, estomac                                           | 大肠, dàcháng, gros intestin                | 膀胱, pángguāng, vessie                                  |
| Cinq saveurs 五味, Wǔ wèi,                      | 酸, suan, acide                                        | 苦, ku, amer                                    | 甘, gan, doux, sucré                                       | 辛, xin, piquant                            | 咸, xian, salé                                           |
| Cinq odeurs 五臭, Wǔ xiù                        | 膻, shān odeur de mouton                               | 焦, jiāo odeur de brûlé                         | 香, xiāng parfumé                                          | 腥, xīng fraîchin                           | 腐, fǔ putride                                           |
| Cinq cris 五声, Wǔ shēng                        | 呼, hū appel                                           | 笑, xiào rire                                   | 歌, gē chant                                               | 哭, kū pleur                                | 呻, shēn grognement                                      |
| Cinq secrétions 五液, Wǔ yè                     | 泪, lèi larmes                                         | 汗, hàn sueur                                   | 涎, xián salive                                            | 涕, tì secrétions nasales, mucus            | 唾, tuò crachat                                          |
| Organe des sens 五官, Wǔ guān                   | 目, mu, œil                                            | 舌, she, lèvres                                 | 口, kou, langue                                            | 鼻, bi, nez                                 | 耳, er, oreille                                          |
| Cinq sites des saveurs 五体, Wǔ tǐ              | 筋, jīn, ligaments, nerfs                              | 脉, mài, vaisseaux                              | 肉, ròu, chair, muscle                                     | 皮毛, pímáo, poils                          | 骨, gǔ, os et moelle                                     |
| Doigt 五指, Wǔ zhǐ                              | 食指, shízhǐ index                                     | 中指, zhōngzhǐ majeur                           | 大拇指, dà mǔzhǐ pouce                                     | 无名指, wúmíngzhǐ annulaire                 | 小指, xiǎozhǐ auriculaire                                |
| Dent                                            | incisive                                               | canine                                          | molaire                                                    | prémolaire                                  | dent de sagesse                                          |
| Sens                                            | vue                                                    | toucher                                         | goût                                                       | olfaction                                   | audition                                                 |
| Manifestation extérieure 五华, Wǔ huá           | 爪, zhǎo ongles                                        | 面, miàn teint du visage                        | 唇, chún lèvres                                            | 毛, máo poils                               | 发, fā cheveux                                           |
| Consistance                                     | mou                                                    | dur                                             | fibreux                                                    | charnu                                      | croquant                                                 |
| Sentiment 五志, Wǔ zhì                          | 怒, nù haine                                           | 喜, xǐ joie                                     | 思, sī réflexion, introspection                            | 悲, bēi confusion                           | 恐, kǒng peur                                            |
| Pouls 五脉, Wǔ mài                              | 弦, xián tendu                                         | 洪, hóng ample                                  | 缓, huǎn modéré, paisible                                  | 浮, fú superficiel                          | 沉, chén profond                                         |
| Vertu confucéenne 五常, Wǔ cháng                | 仁, rén, « Humanité »                                  | 禮, lǐ, « bienséance »                          | 信, xìn, « parole »                                        | 義, yì, « devoir »                          | 智, zhì, « sagesse »                                     |
| Classiques confucéens 五经, Wǔ jīng             | 樂經, Yuèjīng, « Classique de la musique »             | 禮經, Lǐjīng, « Classique des rites »           | 詩經, Shījīng, « Classique des vers »                      | 書經, Shūjīng, « Classique des documents »  | 易經, Yìjīng, « Yi-king »                                |
| Comportement                                    | contenance                                             | regard                                          | pensée                                                     | parole                                      | écoute                                                   |
| Technique martiale                              | saisie                                                 | poing                                           | paume                                                      | tranchant                                   | pique                                                    |
| Aptitude                                        | précision                                              | force                                           | défense                                                    | vitesse                                     | esquive                                                  |
| Animal domestique 五畜, Wǔ chù                  | 犬, quǎn volaille                                      | 羊, yáng mouton, chèvre                         | 牛, niú bœuf                                               | 鸡, jī chien                                | 彘, zhì porc                                             |
| Fruit 五 果, Wǔ guǒ                             | 李, lǐ poire                                           | 杏, xìng prune                                  | 枣, zǎo raisin                                             | 桃, táo pêche                               | 栗, lì châtaigne                                         |
| Graine 五谷, Wǔ gǔ                              | 麻, má sésame                                          | 麦, mài blé                                     | 稷, jì riz                                                 | 黍, shǔ avoine                              | 菽, shū haricot (soja)                                   |

| Le système de correspondances pentanaires wuxing 五行 est un système prédéfini de catégories mis en correspondance entre le monde des phénomènes naturels extérieurs (saisons, planètes, couleurs, notes de musique, fruits, graines etc.) et le corps et l’esprit humain (viscères zang (dépôt), entrailles fu (palais), doigts, organes des sens, humeurs, etc.). La quête d’homologies entre le macrocosme et le microcosme passe par une division de toutes les entités du monde en suites de cinq catégories mises en correspondance une à une. |

La correspondance est parfois motivée par une certaine analogie d’aspect ou de qualité. On comprend que le Feu, soit associé au Rouge, au Sud, à l’Été, et à la Chaleur mais son association avec le Cœur, l’Intestin grêle, l’Amer et tous les autres items de la deuxième colonne du tableau n’a rien d’évident.
L’organisation du monde en 5 catégories est une contrainte forte imposée à la nature, comme il apparait  par exemple avec la série des saisons pour laquelle une saison intermédiaire est incluse entre l’été et l’automne afin d’obtenir une suite de 5 catégories saisonnières (pour les quatre saisons).

## Applications médicales
À la suite du Classique interne de l’empereur jaune, Huangdi Nei Jing, un nombre considérable d’ouvrages médicaux furent composés jusqu’à la fin de l’Empire en 1911. Voyons sur quelques exemples, comment le système des correspondances était utilisé pour donner des « explications » théoriques aux phénomènes pathologiques et des justifications aux traitements proposés.
- Sous la dynastie Sui (581-618), Chao Yuanfang 巢元方 a donné un traité de nosologie  (Zhubing yuanhou lun 諸病源候論), qui utilise ce système « idéologique » des correspondances pour expliquer par exemple le mécanisme de la pathologie des obstructions bi 痹 (Paul Unschuld 4a, p.106). Le système des correspondances indique quels viscères pleins et creux sont frappés à quelle saison.
| 其以春遇痹者为筋痹.则筋屈.筋痹不已.又遇邪者.则移入肝 | « Si quelqu’un rencontre une obstruction durant le Printemps, il y aura une obstruction des ligaments (tendons). Dans ce cas, les ligaments sont courbés. S'il rencontre du [qi] pathogène supplémentaire, avant que l’obstruction des ligaments ne soit terminée, [la maladie] se déplacera dans le foie. » |

Le texte passe en revue, successivement S=printemps, été, inter-saison, automne, et hiver avec respectivement C=foie, cœur, rate, poumon, rein et P=ligament, vaisseaux, chair, peau, os.
Si, à la suite de l’action des qi pathogènes du vent, du froid et de l’humide, quelqu’un est affecté par une obstruction (bi 痹) durant la saison Si (avec les colonnes i=1 à 5), il subira un blocage dans le viscère creux Ci. S’il rencontre en plus du qi pathogène (遇邪) , alors la maladie se déplacera dans le viscère plein Pi. Le médecin utilise ici les correspondances entre les lignes : Cinq maux 五恶 ↔ Cinq sites 五体 ↔ Cinq dépôts 五脏(藏).
C’est comme si l’affectation d’une entité placée dans le tableau, retentissait sur les autres entités en correspondance (placées dans la même colonne). Le système de correspondances fournit donc un système de corrélations systématiques entre sites et organes du corps et facteurs pathogènes externes. Mais corrélation n’est pas causalité, d’autant plus que ces corrélations sont prédéfinies et n’ont rien d’observationnelles.
Ces correspondances relèvent donc plus de la poésie que d’une démarche scientifique visant à comprendre le monde. Mais elles permettent de satisfaire le besoin d'explications de tout un chacun.
- Prenons un autre exemple de l’utilisation des tables de correspondance systématique, pris dans le 皇帝内经太素 Huangdi neijing Taisu 15 (VIIe siècle). Lorsque le médecin examine un patient pour poser un diagnostic, il doit regarder son teint (se 色), prendre son pouls (mai 脉), et l'interroger pour connaître la localisation du mal. Ces trois items sont liés comme les racines et les feuilles d’une plante, « si les racines meurent, les feuilles flétrissent ». Pour être en bonne santé, le médecin doit observer que « si le teint est bleu vert, le mouvement des vaisseaux doit être tendu comme une corde. Si le teint est rouge, le mouvement doit être comme un crochet… ». Le texte se poursuit avec les cinq couleurs et les cinq pouls (voir Unschuld, p. 153). Nous le donnons ci-dessous sous forme de tableau car le texte donne des termes éventuellement différents du tableau général ci-dessus :
| Phase            | Bois              | Feu            | Terre               | Métal         | Eau           |  |
| se 色 Complexion | qing 青 vert-bleu | chi 赤 rouge   | huang 黄 jaune      | bai 白 blanc  | hei 黑 noir   |  |
| mai 脉 Pouls     | xian 弦 corde     | gou 钩 crochet | dai 代 intermittent | mao 毛 cheveu | shi 石 pierre |  |

Si les correspondances sont rompues alors apparaît le pathologique. Deux situations sont distinguées suivant que le pouls soit associé à une phase de destruction ou d’engendrement (suivant le schéma de la section « Cycles ») par rapport au pouls normal: si le bleu-vert est associé à un pouls tendu comme une corde (colonne du Bois), la situation est normale, s’il est associé à la Pierre (cinquième colonne de l'Eau qui engendre le Bois) alors la maladie peut être guérie, et s’il est associé au Cheveu (quatrième colonne du Métal dominant/détruisant le Bois), alors aucun espoir n'est permis, la mort arrivera. Et mutatis mutandis pour les cinq phases.
- Le système des correspondances commence à être introduit dans les notices des bencao (pharmacopées) à partir du Bencao yan yi 本草衍义 de Kou Zongshi au XIIe siècle. Il connaitra un grand succès durant la période Jin-Yuan 金元 avec Zhang Yuansu et ses élèves Li Gao et Wang Haogu.
- Le système des correspondances est aussi utilisé par Li Shizhen, le fameux médecin du XVIe siècle célèbre pour avoir donné dans sa pharmacopée le Bencao gangmu (1596) des raisonnements et explications théoriques. Dans sa pharmacopée, il indique que les ovules du Gingko biloba sont bonnes pour les problèmes pulmonaires, qu’elles sont particulièrement efficaces pour ouvrir les canaux (méridiens) des poumons (ru feijing 入肺经), à restaurer le qi pulmonaire (yi feiqi 益肺气), en finir avec la toux et les difficultés de respiration (ding chuansou 定喘嗽). Il utilise les noix de ginko (l’intérieur de l’ovule, nommé 白果 étymologiquement « fruit-blanc ») qui en raison de leur couleur blanche sont en relation de sympathie avec les poumons (Hung Kuang-chi).
Le tableau étendu des correspondances des Cinq Phases établit la correspondance verticale (dans le tableau): Métal↔ blanc↔ froid ↔ poumons, etc.
Les noix de ginkgo étant blanches, sont ainsi en résonance avec les poumons. Elles sont donc vouées à agir sur les poumons.
L’idée d’une correspondance entre le microcosme et le macrocosme a constitué  dans les civilisations de la Méditerranée orientale et de l'Inde, l'une des grandes représentations de l'être humain face au cosmos. Elle a perduré dans les écoles de pensées de l'Antiquité gréco-égyptienne et via Plotin, elle a abouti à Rome, puis à Florence avec Marsile Ficin, à l'époque de la Renaissance. Le médecin Paracelse l’a utilisée avec la notion de sympathie universelle selon laquelle « le semblable guérit le semblable ». Pour lui, les planètes sont les organes du corps humain : la lune est le cerveau, le soleil le cœur, etc. Alors que pour le Huangdi neijing, Lingshu 71, « Le Ciel a la Lune et le Soleil. L'Homme a deux yeux ».

## Transitions dynastiques
Selon le philosophe politique de l'époque des Royaumes combattants, Zou Yan, chacun des cinq éléments possède une vertu personnifiée, qui indique le destin prédestiné d'une dynastie ; en conséquence, la succession cyclique des éléments indique également des transitions dynastiques. Zou Yan prétend que le Mandat du Ciel sanctionne la légitimité d'une dynastie en envoyant des signes auspicieux auto-manifestants dans la couleur rituelle (jaune, bleu, blanc, rouge et noir) qui correspond à l'élément de la nouvelle dynastie (Terre, Bois, Métal, feu et eau). Depuis la dynastie Qin, la plupart des dynasties chinoises ont invoqué la théorie des Cinq Éléments pour légitimer leur règne.